# Laódice IV
Laódice IV (mediados de la segunda mitad del siglo III a. C. y primera mitad del siglo II a. C.) fue una princesa griega, jefa de las sacerdotisas y reina del Imperio seléucida. 

## Ascendencia, familia y primeros años
Laódice era descendiente de macedonios y persas. Fue una de las hijas de los monarcas seléucidas Antíoco III el Grande y Laódice III. Sus abuelos paternos fueron los anteriores reyes seléucidas Seleuco II Calinico y Laódice II, mientras que sus abuelos maternos fueron los reyes Mitrídates II del Ponto y su mujer Laódice. 
Los padres de Laódice IV eran primos en primer grado, porque su abuelo paterno y su abuela materna eran hermanos, y eran hijos de Antíoco II Teos y Laódice I. Nació y creció en el Imperio seléucida. Laódice fue recordada con una inscripción honorífica en Delos.

## Primer matrimonio
En 196 a. C., su hermano mayor, el príncipe heredero, Antíoco, no confundir con su hermano menor el futuro Antíoco IV,  fue nombrado por su padre para sucederle. En aquel mismo año, Antíoco III les casó a ambos. El matrimonio de Laódice IV y Antíoco fue el primer matrimonio entre hermanos de la dinastía seléucida. De su unión, Laódice IV tuvo una hija llamada Nysa. En 193 a. C., Antíoco III nombró a Laódice, sacerdotisa principal del culto estatal dedicado a su difunta madre, Laódice III, en Media. En el mismo año, su hermano y marido murió. La familia fue afectada de un gran dolor por esta muerte, en particular Antíoco III.

## Segundo matrimonio
Antíoco III arregló un segundo matrimonio para ella con su siguiente hermano, Seleuco IV Filopátor. Seleuco IV se convirtió en cogobernante con su padre, y fue nombrado su sucesor. En su unión tuvieron tres hijos, dos varones: Antíoco, y Demetrio I Sóter, y una hija llamada Laódice V. En 187 a. C., Antíoco III murió, y Seleuco IV le sucedió, reinando hasta 175 a. C., año en que murió. No hay registro de si Laódice IV siguió gobernando como reina. En 175 a. C. reinó brevemente su primer hijo. Han quedado monedas de esta fecha, con los retratos de Laódice, y de su hijo, Antígono, convirtiéndose en las primeras monedas seléucidas que muestran a un rey y una reina.

## Tercer matrimonio
Después de la muerte de Seleuco IV, Laódice se casó por tercera vez con su hermano más joven Antíoco IV Epífanes. Antíoco IV sucedió a su segundo hermano como rey. Antíoco IV gobernó conjuntamente con su sobrino Antíoco y le adoptó como hijo, pero en 170 a. C. le hizo asesinar.
Laódice dio dos hijos a Antíoco IV: un varón, Antíoco V Eupátor y una hija, Laódice VI. Cuando el hermano más joven de Laódice, y su primer hijo gobernaban conjuntamente, su segundo hijo Demetrio I Sóter fue enviado como rehén político a Roma. Cuando Antíoco IV murió, el primer hijo de Laódice IV y Antíoco IV, Antíoco V Eupátor sucedió a su padre como rey seléucida.